# Schloss Rothschild

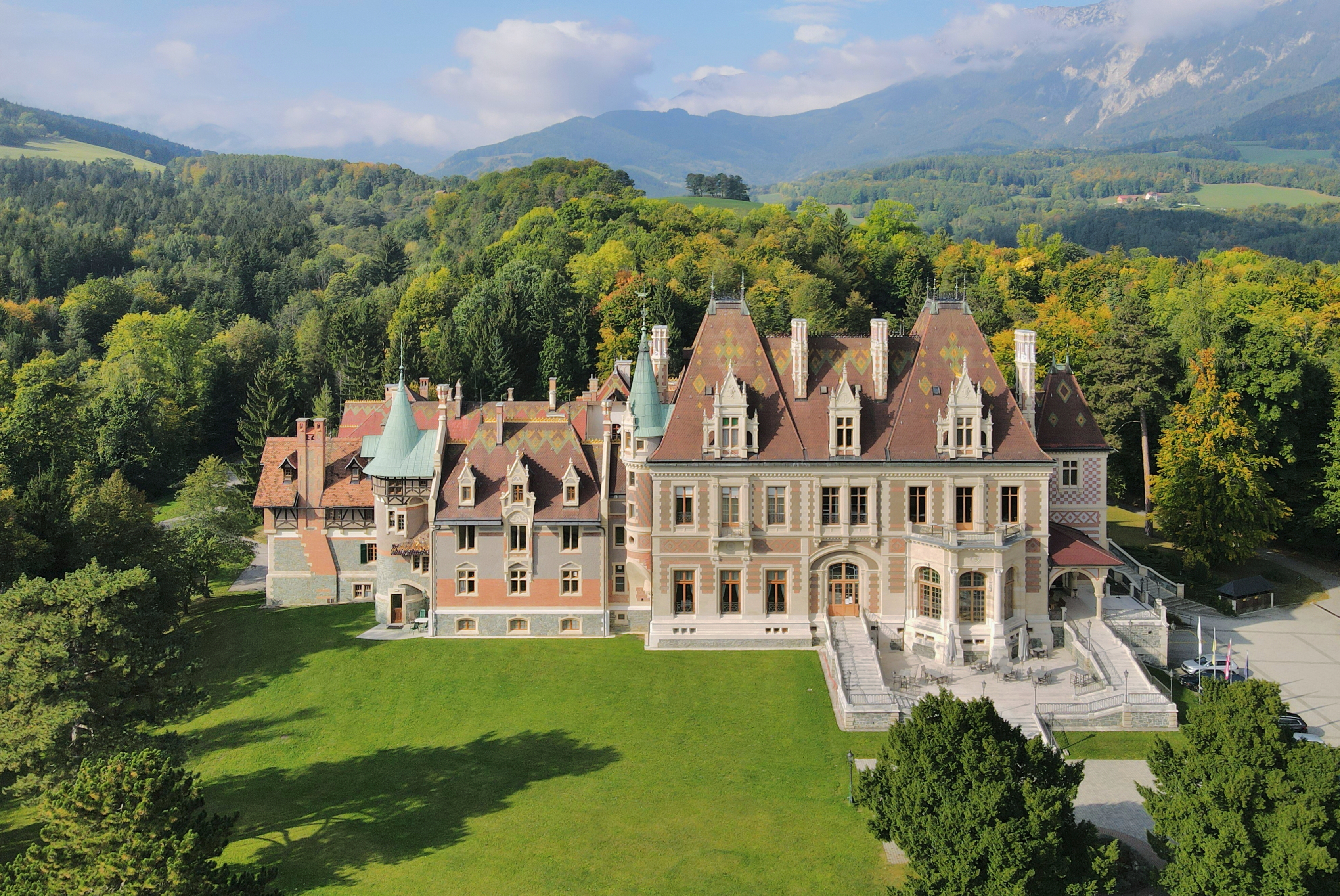
Schloss Rothschild in Hinterleiten, ein Ortsteil von Reichenau an der Rax

Das Schloss Rothschild oder Schloss Hinterleiten in Hinterleiten in der niederösterreichischen Gemeinde Reichenau an der Rax wurde 1884 bis 1889 im Neo-Louis XIII-Stil für Nathaniel Meyer Freiherr von Rothschild nach Plänen von Amand Louis Bauqué und Albert Emilio Pio erbaut. Der aus zwei Teilen, dem Personaltrakt und dem eigentlichen Schloss bestehende Komplex wurde jedoch nie fertiggestellt und schließlich dem k.u.k. Kriegsministerium als Heim für invalide Subalternoffiziere gestiftet.

## Geschichte
Baron Nathaniel Rothschild hielt sich im Sommer oft in Reichenau an der Rax auf, wo er in der Dependance des Hotels Fischer logierte. 1884 beauftragte er die in Paris ausgebildeten, ab etwa 1880 in Wien ansässigen Architekten Armand-Louis Bauqué und Albert Emilio Pio, die auch an der Planung seiner Villa auf der Hohen Warte im heutigen Heiligenstädter Park und am Bau seines Stadtpalais in Wien beteiligt waren, mit der Planung des Schlosses. Mit der Bauausführung wurde die Wiener Baufirma Heinrich und Franz Glaser betraut. Das Schloss sollte das nahegelegene Schloss Wartholz Erzherzog Karl Ludwigs in den Schatten stellen.
Nachdem der Personaltrakt fertiggestellt war, bezog Rothschild 1887 den Neubau, ließ 1889 die Bauarbeiten am eigentlichen Schloss jedoch einstellen und schenkte die Anlage dem Verein für Brustkranke, nach Protesten der Gemeinde stiftete er es dem k.u.k. Kriegsministerium als Heim für invalide Subalternoffiziere.
Während des Zweiten Weltkrieges diente das Schloss als Erholungsheim für Potsdamer Waisenkinder und später als Lazarett.
Es befindet sich im Besitz der „Vereinigten Altösterreichischen Militärstiftungen“. Das Schloss Rothschild ist von der „VAM“ an das Bundesministerium für Landesverteidigung vermietet und wird von diesem als Seminarzentrum Reichenau geführt, wird teilweise auch für kulturelle und offizielle Anlässe genutzt.

## Beschreibung

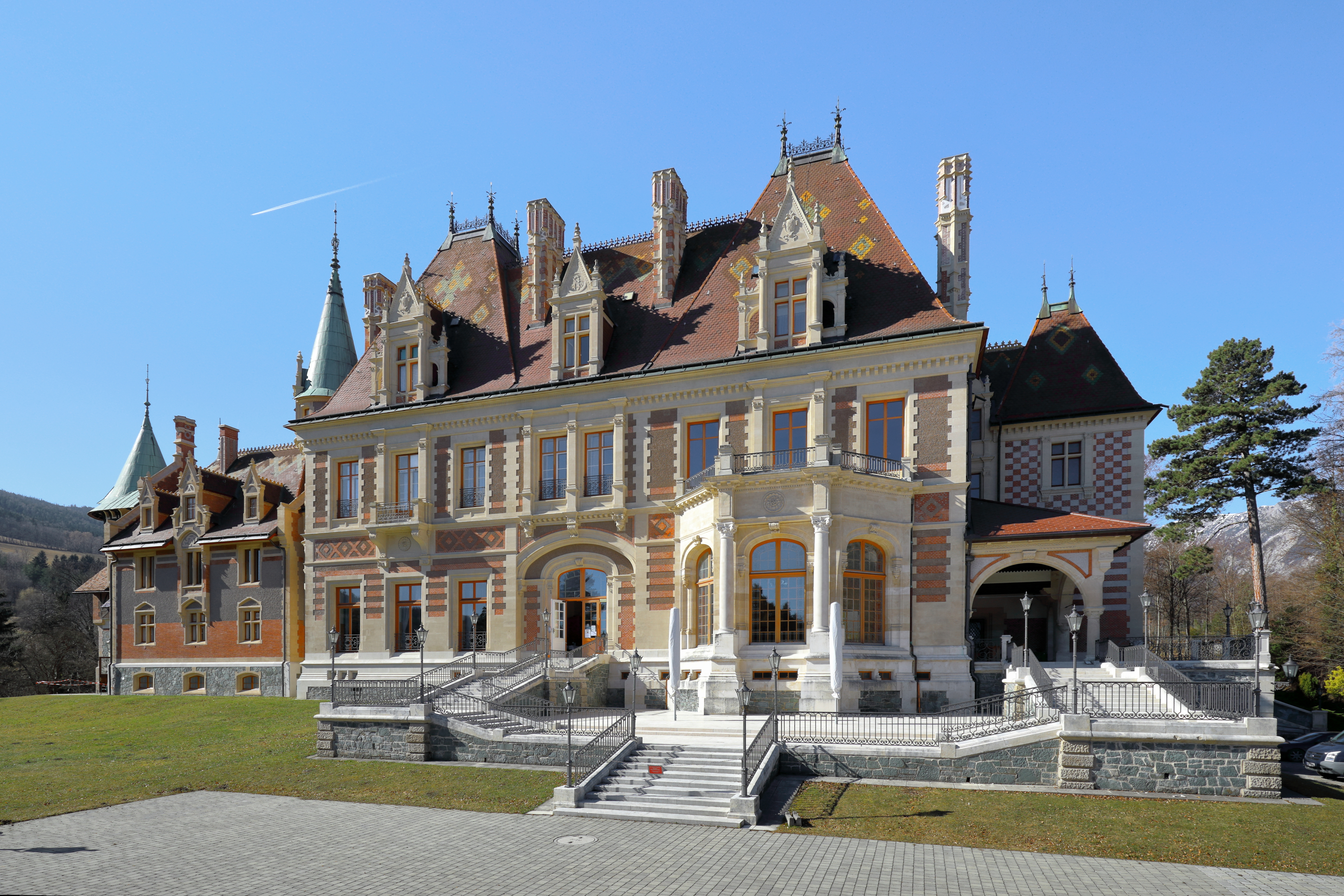
Nordostansicht des Schlosses Rothschild

Das von einem 19 Hektar großen Park umgebene Schloss besteht aus einem Hauptbau und einem Personaltrakt, die je in einem anderen Architekturstil gehalten sind. Der vierflügelige Personaltrakt mit Innenhof ist in einem rustikalen Landhausstil als Fachwerkbau errichtet, während das eigentliche Schloss, ein Natur- und Backsteinbau im Louis XIII-Stil, mit seiner vielgestaltigen Fassade und den verschiedenen Gaube-, Giebel- und Rauchfangformen der stark gegliederten Dachlandschaft das Repräsentationsbedürfnis des Bauherrn widerspiegelt.